# Escuela Artística Municipal Armando Dufey Blanc
La Escuela Artística Municipal Armando Dufey Blanc es una escuela de la ciudad de Temuco, Chile. Es administrada por la Municipalidad de la ciudad. Se ubica en la calle Olimpia n.º 1399, en el sector Poniente de la urbe.
Se caracteriza por ser una de las pocas escuelas de Temuco que posee talleres artísticos que cada estudiante elige.

## Historia
Nació el año 1998, en las dependencias de calle Manuel Rodríguez n.º 0333, donde se ubicaba, hasta ese entonces, parte de la ex Escuela de Cultura. La idea fue gestada por los propios profesores que en aquel momento impartían las distintas disciplinas.
Hacia el año 2007, se empezó a construir el nuevo colegio. Se terminó de construir el año 2009. Ahora se ubica en la calle Olimpia, al lado del Estadio Germán Becker
- Datos: Q25409535